# Sorg (Weißenbrunn)
Sorg ([zɔʁk] ) ist ein Gemeindeteil der Gemeinde Weißenbrunn im Landkreis Kronach (Oberfranken, Bayern).

## Geografie
Die Einöde liegt in Hanglage etwas abseits des Schlottermühlbachs, einem linken Zufluss des Leßbachs. Ein Anliegerweg führt zu einer Gemeindeverbindungsstraße bei Rangen (0,3 km nördlich).

## Geschichte
Gegen Ende des 18. Jahrhunderts gab es in Sorg ein Anwesen. Das Hochgericht übte das Rittergut Weißenbrunn aus. Es hatte ggf. an das bambergische Centamt Kronach auszuliefern. Die Grundherrschaft über das Gut hatte das Rittergut Weißenbrunn.
Mit dem Gemeindeedikt wurde Sorg dem 1808 gebildeten Steuerdistrikt Weißenbrunn und der 1818 gebildeten Ruralgemeinde Weißenbrunn zugewiesen.

### Einwohnerentwicklung
| Jahr      | 001818 | 001861 | 001871 | 001885 | 001900 | 001925 | 001950 | 001961 | 001970 | 001987 |
| Einwohner |        | 5      | 7      | 6      | 9      | 6      | 7      | 4      | 4      | 5      |
| Häuser    | 1      |        |        | 1      | 1      | 1      | 1      | 3      |        | 1      |
| Quelle    | [ 5 ]  | [ 7 ]  | [ 8 ]  | [ 9 ]  | [ 10 ] | [ 11 ] | [ 12 ] | [ 13 ] | [ 14 ] | [ 1 ]  |

## Religion
Der Ort ist seit der Reformation evangelisch-lutherisch geprägt und in die Dreieinigkeitskirche (Weißenbrunn) gepfarrt.